# Wereldbeker BMX 2016
De wereldbeker BMX 2016 begon op 25 maart in het Argentijnse Santiago del Estero en eindigde op 9 oktober in het Amerikaanse Sarasota. De eindzege ging bij de mannen naar de Amerikaan Corben Sharrah en bij de vrouwen naar de Nederlandse Laura Smulders.

## Mannen

### Uitslagen
| Datum                       | Plaats              | Eerste           | Tweede           | Derde                  |
| --------------------------- | ------------------- | ---------------- | ---------------- | ---------------------- |
| 25-26 maart 2016            | Santiago del Estero | Corben Sharrah   | Connor Fields    | Amidou Mir             |
| 9-10 april 2016             | Manchester          | Liam Phillips    | Kyle Evans       | Renaud Blanc           |
| 7-8 mei 2016                | Papendal            | Māris Štrombergs | David Graf       | Carlos Alberto Ramírez |
| 30 september-1 oktober 2016 | Rock Hill           | Corben Sharrah   | Gonzalo Molina   | David Graf             |
| 8-9 oktober 2016            | Sarasota            | Corben Sharrah   | Māris Štrombergs | Sylvain André          |

### Eindstand
| #  | Atleet                 | Land | Punten |
| -- | ---------------------- | ---- | ------ |
| 1  | Corben Sharrah         | USA  | 855    |
| 2  | David Graf             | SUI  | 600    |
| 3  | Māris Štrombergs       | LAT  | 560    |
| 4  | Exequiel Torres        | ARG  | 560    |
| 5  | Carlos Alberto Ramirez | COL  | 540    |
| 6  | Sylvain André          | FRA  | 505    |
| 7  | Tory Nyhaug            | CAN  | 490    |
| 8  | Renaud Blanc           | SUI  | 480    |
| 9  | Dave van der Burg      | NED  | 460    |
| 10 | Gonzalo Molina         | ARG  | 410    |

## Vrouwen

### Uitslagen
| Datum                       | Plaats              | Eerste            | Tweede             | Derde                |
| --------------------------- | ------------------- | ----------------- | ------------------ | -------------------- |
| 26-26 maart 2016            | Santiago del Estero | Caroline Buchanan | Mariana Pajón      | Laura Smulders       |
| 9-10 april 2016             | Manchester          | Caroline Buchanan | Simone Christensen | Brooke Crain         |
| 7-8 mei 2016                | Papendal            | Laura Smulders    | Caroline Buchanan  | Manon Valentino      |
| 30 september-1 oktober 2016 | Rock Hill           | Laura Smulders    | Saya Sakakibara    | Yaroslava Bondarenko |
| 8-9 oktober 2016            | Sarasota            | Laura Smulders    | Brooke Crain       | Elke Vanhoof         |

### Eindstand
| #  | Atleet               | Land | Punten |
| -- | -------------------- | ---- | ------ |
| 1  | Laura Smulders       | NED  | 985    |
| 2  | Brooke Crain         | USA  | 750    |
| 3  | Simone Christensen   | DEN  | 680    |
| 4  | Caroline Buchanan    | AUS  | 645    |
| 5  | Elke Vanhoof         | BEL  | 610    |
| 6  | Yaroslava Bondarenko | RUS  | 560    |
| 7  | Judy Baauw           | NED  | 465    |
| 8  | Danielle George      | USA  | 455    |
| 9  | Natalia Suvorova     | RUS  | 390    |
| 10 | Alise Post           | USA  | 375    |

2003 ·
2004 ·
2005 ·
2006 ·
2007 ·
2008 ·
2009 ·
2010 ·
2011 ·
2012 ·
2013 ·
2014 ·
2015 ·
2016 ·
2017 ·
2018 ·
2019 ·
2020 ·
2021 ·
2022 ·
2023 ·
2024